# Antosaari (ö i Nyslott, lat 61,97, long 29,31)
Antosaari är en ö i Finland. Den ligger i sjön Puruvesi och i kommunen Nyslott i den ekonomiska regionen  Nyslott  och landskapet Södra Savolax, i den sydöstra delen av landet, 300 km nordost om huvudstaden Helsingfors. Öns area är 11,4 hektar och dess största längd är 0,5 kilometer i sydöst-nordvästlig riktning.